# Коцюк Віталій Євстахович
Коцюк Віталій Євстахович (20 липня 1952, Вовковиї Демидівського р-ну Рівненської обл. — 5 липня 1997, Київ) — український журналіст, літературознавець, мистецтвознавець, культуролог.

## Життєпис та журналістська діяльність
Походив з селянської родини. Навчаючись у середній школі с. Вовковиї, захоплювався поезією, брав участь у шкільній літературній студії під керівництвом вчителя української мови І. М. Бондарчука, друкувався в районній газеті та в обласній газеті «Червоний прапор». По закінченні школи навчався у Львівському поліграфічному ін-ті ім. Івана Федорова (1969—1974; тепер Українська академія друкарства). Проходячи студентську практику в київському видавництві «Мистецтво», поставив собі за мету долучитись до мистецької громадськості столиці.
Після закінчення ін-ту працював у «Політвидаві України», Міністерстві культури УРСР, брав участь в етнографічних експедиціях Михайла Сікорського. Після двох років військової служби (в Туркменії) повернувся до Києва. Прибл. з 1980 до 1987 р. працював завідувачем відділом літератури і мистецтва в редакції газети «Молода гвардія». Праця в «Молодій гвардії», за оцінками мистецької громадськості, стала злетом у діяльності Віталія Коцюка. Разом з проф. Київського державного університету Василем Яременком він створив серію статей про митців українського Розстріляного відродження 1930-х рр., стосовно яких В. Коцюк, за оцінкою мистецтвознавця М. Г. Лабінського, «поставив собі за мету відновити розтоптану справедливість, повернути чесне ім'я». Тож він почав публікувати на сторінках «Молодої гвардії» твори репресованих за пів століття до того Валер'яна Підмогильного, Євгена Плужника, Михайля Семенка та інших розстріляних сталінським режимом українських письменників і поетів.
Віталій Коцюк збирав навколо себе цікавих, творчих особистостей. Він намагався популяризувати творчість сучасних йому митців (зокрема, шістдесятників), які зберігали історичну пам'ять України, були під забороною радянської цензури. За спогадом письменника і громадського діяча Максима Стріхи, «дуже багато авторів з вдячністю згадують київську „Молодіжку“ з середини вісімдесятих». Завдяки В. Коцюкові стали друкованими Максим Стріха, Іван Малкович, Олександр Гриценко, Володимир Діброва, Віктор Неборак, Григорій Кочур та ін. В коло його журналістської діяльності потрапляють дисидент Семен Глузман, краєзнавець-подвижник Михайло Сікорський, творець унікальної колекції та музею Іван Гончар, перший директор музею-заповідника «Козацькі могили» під Берестечком Павло Лотоцький, фанатичний дослідник Леся Курбаса Микола Лабінський, Станіслав Чернілевський з його кіноепопеєю про Василя Стуса та багато інших незвичайних, одухотворених особистостей.
Андрій Панчишин про Віталія Коцюка: «Це легендарна людина в Києві. Він робив газету, через яку пройшло десятки людей, котрі зараз складають еліту середньої генерації української літератури».
Згодом продовжив діяльність на посаді заступника головного редактора журналу «Україна», де по-справжньому розкрився творчий дар Віталія Коцюка як есеїста-мистецтвознавця. Згадуючи В. Коцюка, Валерій Шевчук писав:
«В „Україні“ він більш сформувався не як організатор, а як автор. […] Саме в цей час Віталій уже зміг без озирок говорити про те, що він думав і як думав. Загалом, коло його інтересів звузилося, але й набрало визначеності: серія статей про музеї, але в переважній більшості — статті про художників […]. Чому ж саме за художників узявся В. Коцюк, треба пояснити. Річ у тім, що в тоталітарні часи образотворче мистецтво виразно розкололося на офіційне, яке виставлялося на виставках, і неофіційне, так зване мистецтво для майстерень. Саме останнє й зацікавило В. Коцюка, зокрема авангардове, яке вабило його».
Віталій залишався активним, патріотично спрямованим публіцистом і культурологом. У 1989—1995 рр. він створив серію статей про багатьох художників, зокрема, про Анатолія Марчука, Віктора Цимбала, Віталія Мовчана, Олену Марійчук, Романа Романишина, Людмилу Семикіну. Виводячи твори цих митців на кольорові вкладки «України», журналіст представляв громадськості їхній самобутній творчий доробок, відторгнутий заскорузлою і догматичною радянською системою. Не цурався в той час і політичної публіцистики, зокрема гостро виступав проти імперських марень колись чільного дисидента О. Солженіцина.
У сер. 1990-х рр. працював в УНІАН. Останньою стала робота зав. відділом літератури в газеті «День» у 1996—1997 рр. За спогадом журналістки Яніни Соколової, Коцюк сумно називав свій відділ «україновмовним гетто» в цілому російськомовної на той час столиці України.

## Обставини смерті
З 1983 р. Віталій Коцюк мешкав у м. Боярка біля Києва (спочатку на вул. Парковій, а останні роки житті — на вул. Тарасівській). Мав дружину Марію та доньку Лесю.
В ніч з 23 по 24 червня 1997 р. Віталій Коцюк був знайдений у передмісті Київ між Корчі та Боярка Київська область. Перед смертю він повідомив, що його витягли невідомі з електрички, побили, забрали гроші й речі, облили бензином і підпалили (детальніше).
За іншою версією Віталій Коцюк сам добрався додому у Боярка. Його знайшов перехожий, який віддав йому свій одяг. Первісні свідчення про напад у нічній електричці невдовзі змінив.
У ніч з 4 на 5 липня журналіст помер у лікарні. Таємничі й суперечливі обставини смерті Віталія Коцюка залишились нез'ясованими, як і смерті багатьох його колег у той період.
За попередніми повідомленнями УМВС він був уражений електричним розрядом, але версію і не підтвердили, і не спростували. Також розглядалися версії професійної діяльності журналіста та вечірнє пограбування у приміській електричці.
Джеймс Мейс у своїй публікації згадує, що смерть журналіста відбулася за таємничих обставин.

## Вшанування
До першої річниці смерті друзі-журналісти поставили надгробок на могилі Віталія Коцюка (1998; Нове кладовище в Боярці. Робота видатного художника Анатолія Казанського).
До третьої річниці колеги журналіста видали книжку вибраних праць (Віталій Коцюк. Дорога пам'яті. Статті, бесіди, інтерв'ю. «Сфера». Київ, 2000).
Ім'я Віталія Коцюка викарбувано на меморіальній дошці «Пам'яті журналістів, що віддали життя за правду» поміж 18 імен вбитих журналістів на фасаді центрального офісу Національної спілки журналістів України за адресою: м. Київ, вул. Хрещатик, 27-а (2001 р.).
Іменем Віталія Коцюка було названо вулицю в м. Боярка (2022).